# Rezervace Atlantického lesa na Pobřeží objevů
Rezervace Atlantického lesa na Pobřeží objevů (portugalsky Reservas de Mata Atlântica da Costa do Descobrimento) je název jedné z brazilských lokalit světového přírodního dědictví UNESCO. Je to 8 rozdílných území včetně tří brazilských národních parků ve státech Bahia a Espírito Santo o souhrnné rozloze 1120 km² se zachovalým lesním porostem Atlantického lesa (portugalsky Mata Atlântica, jeden ze šesti základních biomů v Brazílii).
Tropické lesy brazilského atlantického pobřeží patří mezi území s největší biodiverzitou na Zemi. Žije zde velký počet endemických zvířat a roste mnoho rostlin; z ohrožených druhů lze jmenovat např. lenochod černopásý nebo kosman běločelý.

## Přehled území
| Území         | Typ ochrany                 | Rozloha (km²) | Stát           | Souřadnice                       |
| ------------- | --------------------------- | ------------- | -------------- | -------------------------------- |
| Una           | biologická rezervace        | 114,00        | Bahia          | 15°10′23″ j. š., 39°7′56″ z. d.  |
| Pau-Brasil    | experimentální stanice      | 11,45         | Bahia          | 16°23′22″ j. š., 39°10′59″ z. d. |
| Veracel       | soukromá přírodní rezervace | 60,7          | Bahia          | 16°20′45″ j. š., 39°8′43″ z. d.  |
| Pau           | národní park                | 115,38        | Bahia          | 16°29′57″ j. š., 39°15′3″ z. d.  |
| Descobrimento | národní park                | 211,3         | Bahia          | 17°4′34″ j. š., 39°18′24″ z. d.  |
| Monte Pascoal | národní park                | 138,76        | Bahia          | 16°52′44″ j. š., 39°15′16″ z. d. |
| Linhares      | soukromá lesní rezervace    | 227,77        | Espírito Santo | 19°0′54″ j. š., 40°7′30″ z. d.   |
| Sooretama     | biologická rezervace        | 240,00        | Espírito Santo | 19°6′15″ j. š., 39°56′43″ z. d.  |